# Día de la Confraternidad Antártica
El Día de la Confraternidad Antártica forma parte del calendario escolar de algunas provincias de la Argentina y se conmemora anualmente el 21 de junio.

## Creación
El día de la Antártida Argentina se celebra todos los años el 22 de febrero, pero para esa fecha las escuelas permanecen en receso escolar. Debido a esto, la fecha pasa desapercibida y es poco conocida para la mayoría de la población. Para ello se creó el Día de la Confraternidad Antártica, cuyo objetivo es la difusión de temas concernientes a la soberanía argentina en la Antártida.
Se eligió el 21 de junio, ya que ese día es el más corto del año y comienza el invierno en el hemisferio sur. Ese día, los rayos solares rasan el suelo en el círculo polar antártico, toda la zona polar queda sumida en la sombra y la noche dura 24 horas.
La fecha se incluyó en los calendarios escolares de la provincia de Buenos Aires, la provincia del Chaco (mediante la ley provincial número 6295/09), la provincia de Córdoba (mediante la ley provincial número 9798/10), la provincia de Tierra del Fuego, Antártida e Islas del Atlántico Sur (mediante la ley provincial número 936/2013), la provincia de Mendoza (mediante la ley provincial número 8613/13) y la provincia de Entre Ríos (mediante la ley provincial número 10312/14). También se han presentado proyectos similares en la Legislatura de la Provincia del Chubut y en la localidad de Zapala, en la provincia de Neuquén.
Un proyecto de ley a nivel nacional fue presentado en la Cámara de Senadores de la Nación Argentina en mayo de 2012 por el Senador Nacional por la provincia de San Juan, Roberto Gustavo Basualdo, declarando el 21 de junio «Día de la Confraternidad Antártica, invitando al Consejo Federal de Educación a incluir dicha fecha en los calendarios escolares de la República Argentina». El proyecto no fue tratado.